# 三洋物産
株式会社三洋物産（さんようぶっさん、英: SANYO BUSSAN CO., LTD.）は、愛知県名古屋市に本社を置くパチンコ・パチスロメーカー。テレビCMなどで略して「三洋」と呼ぶ場合は三洋電機等とは異なり「さんよう」の「さ」にアクセントを置いて発音している。

## 概要
事実上のイメージキャラクターはマリンちゃんで、権利物時代から海・マリンにこだわりがあり、パチンコメーカーではいち早く水着キャンペーンガールのオーディションを行ない、グラビアアイドルを起用した。
また、海物語シリーズの大ヒットに加えて、2020年に販売された「P大工の源さん 超韋駄天」の大ヒットにより、近年ではパチンコ店でのシェアで業界首位に立っている。
代表作の海物語シリーズでは、簡単で単純明快な演出が幅広い年齢層にうけ、業界No.1のヒットシリーズとなった。また魚群リーチを生み、「リーチ→群予告＝激熱」という、今やどのメーカーも類似した演出を見せるほど、確立された予告アクションである。今後も、海物語シリーズを中心に、業界のリーディングカンパニーとして躍進を続けることを目標に掲げている。
一方、パチスロ機は同社が自社開発した初のパチスロ機として「PSアドリブ王子」を2007年に発売した。2017年に発売された「聖闘士星矢 海王覚醒」では、シンプルで分かりやすいゲームシステムに加えて、不屈システムや、5.5号機トップクラスの出玉性能を誇る聖闘士RUSH等がユーザーに支持された。
2011年より子会社の「株式会社サンスリー」ブランドでのパチンコ台の販売を開始した。

## 沿革
- 1955年1月 - 名古屋市西区にてモナミ商会を設立、遊技機製造販売を開始。
- 1966年4月 - 名古屋市千種区今池二丁目12番10号に本社移転。
- 1968年7月 - 株式会社三洋物産を設立。
- 1974年1月 - 名古屋市千種区今池二丁目1番27号に本社移転。
- 1974年10月 - 直営店「パチンコ三洋」営業開始。
- 1989年12月 - 名古屋市千種区今池三丁目9番21号に本社移転。
- 2000年3月 - 遊技機開発の別部門として株式会社サンスリーを設立。
- 2000年10月 - 遊技機の販売部門を独立させ株式会社三洋販売を設立。
- 2001年1月 - 製造部門を株式会社三洋物産、販売部門を株式会社三洋販売として事業開始。
- 2002年5月 - 東京本部開設
- 2002年7月 - 横浜営業所開設
- 2002年9月 - 開発事務所東京センター（現・東京開発部）を開設
- 2003年1月 - 大宮営業所を北関東支社に格上

## パチンコ機種一覧

### 旧要件機（主要機種）
- 1987年 - ニューパニック
- 1989年 - インペリアル
- 1992年 - ブルーハワイ（初の液晶搭載機）、CRミラージュナイト（初のCR機）
- 1993年 - アメリカンドリーム
- 1995年 - ギンギラパラダイス
- 1996年 - 冒険島、CR大工の源さん、ニューロードスター
- 1999年 - 海物語、わんわんパラダイス
- 2000年 - 寿司屋の大将
- 2001年 - ギンギラパニック（初の甘デジスペック発売）
- 2002年 - CR新海物語
- 2004年 - CRイタリアンドリーム、CR新海物語スペシャル

### 2004年改正規則準拠機
| 機種名                                          | 発売年月   | 備考                                                   |
| ----------------------------------------------- | ---------- | ------------------------------------------------------ |
| CR大わんわんパラダイス                          | 2005年1月  | 初の新要件機                                           |
| CR大海物語                                      | 2005年3月  |                                                        |
| CR新大工の源さん                                | 2005年9月  |                                                        |
| CR GO!GO!マリン                                 | 2005年10月 |                                                        |
| CR大冒険島                                      | 2006年1月  |                                                        |
| CRスーパー海物語                                | 2006年5月  |                                                        |
| CRアメリカンドリーム                            | 2006年10月 |                                                        |
| CR激流王                                        | 2006年10月 | デジパチ・羽根モノ混合タイプ                           |
| CRスーパー海物語 遊パチ                         | 2006年10月 |                                                        |
| CRバードカーニバル                              | 2006年11月 |                                                        |
| CR清流物語                                      | 2006年11月 |                                                        |
| CRムツゴロウの動物王国                          | 2007年1月  | 初のタイアップ機                                       |
| CRスーパー海物語 IN 沖縄                        | 2007年2月  |                                                        |
| CRスーパー海物語 IN 沖縄 遊パチ                 | 2007年5月  |                                                        |
| CRスーパーわんわんパラダイス                    | 2007年6月  |                                                        |
| CRそば屋の源さん                                | 2007年9月  |                                                        |
| CRハイパー海物語 IN カリブ                      | 2007年10月 | 新枠「ゴールドウェーブ」導入                           |
| CRAハイパー海物語 IN カリブ 遊パチ              | 2008年2月  |                                                        |
| CR寿司屋の源さん                                | 2008年4月  | 新枠「フラッシュ・リング」導入                         |
| CR大海物語スペシャル                            | 2008年7月  |                                                        |
| CRオープン・シーズン                            | 2008年10月 |                                                        |
| CRA大海物語スペシャル With アグネス・ラム       | 2008年11月 |                                                        |
| CR加山雄三 海とエレキと若大将                   | 2008年12月 |                                                        |
| CR天外魔境卍MARU                                | 2009年2月  |                                                        |
| CRスーパー海物語 IN 地中海                      | 2009年6月  |                                                        |
| CRAスーパー海物語 IN 地中海 遊パチ              | 2009年8月  |                                                        |
| CR私立!戦国学園                                 | 2009年9月  | 初のバトルスペック                                     |
| CRスーパー海物語 IN 沖縄2                       | 2009年11月 |                                                        |
| CR釣りバカ日誌                                  | 2010年1月  |                                                        |
| CRAスーパー海物語 IN 沖縄2 遊パチ               | 2010年2月  |                                                        |
| CR鉄拳伝タフ                                    | 2010年3月  |                                                        |
| CRスーパー海物語 IN 沖縄 桜バージョン           | 2010年4月  |                                                        |
| CRバァーンダマシイ                              | 2010年5月  |                                                        |
| CRAハネ海物語                                   | 2010年7月  | 直撃大当たり搭載の羽根モノタイプ                       |
| CRギンギラパラダイス2                           | 2010年8月  | デジパチ・羽根モノ混合タイプ、新枠「クジラッキー」導入 |
| CR新海物語 With アグネス・ラム                  | 2010年11月 |                                                        |
| CR雪物語                                        | 2011年1月  |                                                        |
| CRA新海物語 With アグネス・ラム 遊パチ          | 2011年2月  |                                                        |
| CR新海物語 With アグネス・ラム ライト           | 2011年2月  |                                                        |
| CR伝説の凄腕                                    | 2011年3月  |                                                        |
| CR男はつらいよ 寅次郎人情篇                     | 2011年5月  | 新枠「ペガサスウィング」導入                           |
| CR勇者王ガオガイガー                            | 2011年7月  | サンスリーブランド第1弾、新枠「サンダーエッジ」採用    |
| CR聖闘士星矢                                    | 2011年9月  |                                                        |
| CRプレミアム海物語                              | 2011年10月 |                                                        |
| CR PUFFY 〜AmiYumi World Tour 20XX〜            | 2011年11月 |                                                        |
| CRAプレミアム海物語 〜ぼのぼのが遊びに来たよ!〜 | 2011年12月 |                                                        |
| CR真・三國無双                                  | 2012年2月  | サンスリーブランド                                     |
| CRプレミアム海物語 GO楽                         | 2012年2月  |                                                        |
| CRロードスター セカンドラン                     | 2012年3月  |                                                        |
| CR大海物語2                                     | 2012年4月  |                                                        |
| CR大わんわんパラダイス                          | 2012年6月  |                                                        |
| CR人生ゲーム                                    | 2012年7月  |                                                        |
| CRA大海物語2 With アグネス・ラム                | 2012年7月  |                                                        |
| CRおそ松くん                                    | 2012年9月  | サンスリーブランド                                     |
| CR大工の源さん ～炎のいただき!編～              | 2012年10月 |                                                        |
| CRデラックス海物語                              | 2012年11月 |                                                        |
| CRバァーンダマシイ2                             | 2012年11月 | サンスリーブランド                                     |
| CR雪物語2                                       | 2012年12月 |                                                        |
| CRサイバーブルー                                | 2013年1月  |                                                        |
| CRAデラックス海物語 with T-ARA                  | 2013年2月  |                                                        |
| CRA羽根物大工の源さん                           | 2013年3月  | 羽根モノタイプ                                         |
| CRドラセグ                                      | 2013年3月  |                                                        |
| CR真・三國無双 猛将伝                           | 2013年4月  | サンスリーブランド                                     |
| CR新清流物語                                    | 2013年5月  | サンスリーブランド                                     |
| CRスーパー海物語 IN 沖縄3                       | 2013年7月  | 新枠「イルミオ」導入                                   |
| CR装甲騎兵ボトムズ                              | 2013年8月  | サンスリーブランド                                     |
| CRわんわんパラダイス IN 沖縄                    | 2013年9月  |                                                        |
| CRアタックNo.1 feat.はるな愛&照英               | 2013年10月 | サンスリーブランド                                     |
| CR聖闘士星矢 星の運命                           | 2013年11月 |                                                        |
| CRAスーパー海物語 IN 沖縄3 遊パチ               | 2013年12月 |                                                        |
| CR大工の源さん 〜韋駄天桜〜                     | 2013年12月 |                                                        |
| CR海物語アクア                                  | 2014年2月  |                                                        |
| CRスーパー海物語 IN 沖縄3 桜バージョン          | 2014年4月  |                                                        |
| CR咲-Saki-                                      | 2014年5月  |                                                        |
| CRA海物語アクア with 吉木りさ                   | 2014年6月  |                                                        |
| CRまわるんパチンコ釣りバカ日誌                  | 2014年6月  |                                                        |
| CRギンギラパラダイス 情熱カーニバル             | 2014年8月  |                                                        |
| CR戦国無双                                      | 2014年9月  | サンスリーブランド、新枠「メガパトサイクロン」採用     |
| CRまわるんパチンコ大海物語3                     | 2014年11月 |                                                        |
| CR機動警察パトレイバー                          | 2014年12月 |                                                        |
| CR GO!GO!マリン ミラクルバケーション            | 2015年1月  | サンスリーブランド                                     |
| CR大海物語3スペシャル                           | 2015年4月  |                                                        |
| CRA大海物語3 With アグネス・ラム                | 2015年5月  |                                                        |
| CRヤッターマン                                  | 2015年6月  | サンスリーブランド                                     |
| CR大海物語BLACK                                 | 2015年7月  |                                                        |
| CRロトパチ                                      | 2015年8月  |                                                        |
| CR爆走 大工の源さん外伝 -京都もいただき編-      | 2015年8月  |                                                        |
| CRギンギラパラダイス クジラッキーと砂漠の国     | 2015年9月  |                                                        |
| CR聖闘士星矢 BEYOND THE LIMIT                   | 2015年10月 | 時短中の激アツ期待度を下げる仕様を導入。               |
| CRスーパー海物語 IN JAPAN                       | 2015年12月 |                                                        |
| CR海物語3R                                      | 2016年1月  |                                                        |

### 2016年内規準拠機
| 機種名                                              | 発売年月   | 備考                                                   |
| --------------------------------------------------- | ---------- | ------------------------------------------------------ |
| CR風魔の小次郎                                      | 2016年3月  | サンスリーブランド                                     |
| CRアニマルパラダイス                                | 2016年6月  |                                                        |
| CRAスーパー海物語 IN JAPAN with 桃太郎電鉄          | 2016年7月  |                                                        |
| CR戦国無双猛将伝                                    | 2016年8月  | サンスリーブランド                                     |
| CRスーパー海物語（復刻版）                          | 2016年8月  |                                                        |
| CR魔法少女リリカルなのは                            | 2016年9月  |                                                        |
| CRスーパー海物語 IN 沖縄4                           | 2016年10月 | 新枠「マリンシェル」採用、イルミオ枠仕様のスペックあり |
| CRスーパーわんわんパラダイス                        | 2016年11月 |                                                        |
| CR大海物語スペシャル（復刻版）                      | 2016年12月 |                                                        |
| CRAスーパー海物語 遊パチ（復刻版）                  | 2017年1月  |                                                        |
| CRスーパー海物語 IN JAPAN 金富士バージョン          | 2017年2月  |                                                        |
| CRヤッターマン 〜われら天才ドロンボー〜             | 2017年3月  | サンスリーブランド                                     |
| CRAスーパー海物語 IN 沖縄4 with アイマリン          | 2017年5月  |                                                        |
| CRシルバーダイヤモンド                              | 2017年6月  |                                                        |
| CRスーパー海物語 IN 沖縄4 桜バージョン              | 2017年7月  |                                                        |
| CRドラム海物語                                      | 2017年8月  |                                                        |
| CRA大海物語スペシャル With アグネス・ラム（復刻版） | 2017年10月 |                                                        |
| CR無双OROCHI                                        | 2017年10月 | サンスリーブランド                                     |
| CR大海物語4                                         | 2017年11月 |                                                        |
| CRドラム海物語 BLACK                                | 2018年3月  | サンスリーブランド                                     |
| CR大海物語4 With アグネス・ラム 遊デジ119ver.       | 2018年4月  |                                                        |
| CRボウリング革命 P★League                           | 2018年6月  | サンスリーブランド                                     |
| CR大海物語4 BLACK                                   | 2018年7月  |                                                        |
| CR聖闘士星矢4 The Battle of"限界突破"               | 2018年8月  | 新枠「G-DRIVE」採用                                    |
| CR清流物語3                                         | 2018年9月  | サンスリーブランド                                     |
| CRストライクウィッチーズ                            | 2018年10月 |                                                        |
| CRクジラッキー                                      | 2018年12月 | サンスリーブランド                                     |

### 2018年改正規則準拠機
| 機種名                                                   | 発売年月   | 備考                                                                                              |
| -------------------------------------------------------- | ---------- | ------------------------------------------------------------------------------------------------- |
| Pスーパー海物語 IN 沖縄2                                 | 2018年11月 | 初の6段階設定機、イルミオ枠                                                                       |
| PAドラム海物語 IN 沖縄                                   | 2019年2月  | 6段階設定                                                                                         |
| P咲 -Saki- 阿知賀編 episode of side-A                    | 2019年3月  | ミドルタイプの2機種は6段階設定、甘デジタイプは設定非搭載                                          |
| PA清流物語3                                              | 2019年4月  | サンスリーブランド、6段階設定                                                                     |
| Pスーパー海物語 IN JAPAN2                                | 2019年4月  | 2段階設定                                                                                         |
| Pドラム海物語 IN 沖縄 桜バージョン                       | 2019年8月  | サンスリーブランド、6段階設定                                                                     |
| P元祖大工の源さん 199ver.                                | 2019年8月  |                                                                                                   |
| PA聖闘士星矢4 The Battle of"限界突破"                    | 2019年9月  |                                                                                                   |
| PAスーパー海物語 IN JAPAN2 with 太鼓の達人               | 2019年10月 |                                                                                                   |
| PA元祖大工の源さん                                       | 2019年12月 | ミドルスペックは2020年5月に導入、イルミオ枠                                                       |
| PA海物語3R2                                              | 2020年1月  | イルミオ枠                                                                                        |
| P魔法少女リリカルなのは 2人の絆                          | 2020年2月  |                                                                                                   |
| PAスーパー海物語 IN 地中海                               | 2020年3月  | 設定非搭載・6段階設定の2スペック、イルミオ枠                                                      |
| P大工の源さん 超韋駄天                                   | 2020年4月  |                                                                                                   |
| Pスーパー海物語 IN JAPAN2 金富士バージョン               | 2020年9月  |                                                                                                   |
| PAドラム海物語 IN JAPAN                                  | 2020年11月 | サンスリーブランド、遊タイム&C時短搭載                                                            |
| P大海物語4スペシャル                                     | 2020年12月 | 遊タイム搭載                                                                                      |
| PA大海物語4スペシャル With アグネス・ラム                | 2021年2月  | 遊タイム搭載                                                                                      |
| PAわんわんパラダイスV                                    | 2021年3月  | サンスリーブランド、遊タイム搭載                                                                  |
| P大工の源さん 超韋駄天 LIGHT                             | 2021年4月  |                                                                                                   |
| Pギンギラパラダイス 夢幻カーニバル                       | 2021年4月  | サンスリーブランド、新枠「クロスブレイド」初採用 ライトミドル版と甘デジ版(強99Ver.)は遊タイム搭載 |
| P大海物語4スペシャル BLACK                               | 2021年5月  |                                                                                                   |
| Pスーパー海物語 IN 沖縄5                                 | 2021年7月  | 新枠「クリスタルシェル」初採用                                                                    |
| Pまわるん大海物語4スペシャル With アグネス・ラム 119ver. | 2021年8月  | 遊タイム搭載                                                                                      |
| PAスーパー海物語 IN JAPAN2 金富士99バージョン            | 2021年8月  | 遊タイム搭載                                                                                      |
| PAスーパー海物語 IN 沖縄5 with アイマリン                | 2021年9月  |                                                                                                   |
| Pスーパー海物語 IN 沖縄5 桜バージョン                    | 2021年11月 |                                                                                                   |
| PA海物語3R2スペシャル                                    | 2022年1月  |                                                                                                   |
| Pストライクウィッチーズ2                                 | 2022年3月  |                                                                                                   |
| P大工の源さん 超韋駄天 BLACK                             | 2022年4月  |                                                                                                   |
| P元祖ギンギラパラダイス                                  | 2022年5月  | サンスリーブランド、メガパトサイクロンZ枠                                                         |
| Pスーパー海物語 IN 沖縄5 夜桜超旋風                      | 2022年7月  |                                                                                                   |
| PA新海物語                                               | 2022年8月  | 遊タイム&C時短搭載                                                                                |
| PA元祖大工の源さん2                                      | 2022年9月  | 小当りラッシュ搭載                                                                                |
| P GO!GO!マリン 超連撃BATTLE                              | 2022年11月 | 小当りラッシュ搭載                                                                                |
| P聖闘士星矢 超流星                                       | 2022年12月 |                                                                                                   |
| PAスーパー海物語 IN 沖縄5 夜桜超旋風 99ver.              | 2023年1月  |                                                                                                   |
| P大海物語5                                               | 2023年2月  |                                                                                                   |
| e聖闘士星矢 超流星CliMAX349                              | 2023年4月  | 業界初のスマパチ                                                                                  |
| PA元祖ギンギラパラダイス 強99ver.                        | 2023年5月  | サンスリーブランド、メガパトサイクロンZ枠、遊タイム搭載                                           |
| Pわんニャンアドベンチャー                                | 2023年6月  | サンスリーブランド                                                                                |
| PA大海物語5 With アグネス・ラム                          | 2023年7月  | 遊タイム搭載                                                                                      |
| P GO!GO!マリン3000                                       | 2023年8月  | サンスリーブランド                                                                                |
| e新海物語349                                             | 2023年10月 | スマパチ、C時短搭載                                                                               |
| P大海物語5 ブラック                                      | 2023年12月 |                                                                                                   |
| Pドラム花火の源さん                                      | 2024年1月  | サンスリーブランド                                                                                |
| P大工の源さん超韋駄天2 極源LighT                         | 2024年4月  | ラッキートリガー搭載                                                                              |
| PAスーパー海物語 IN 地中海2                              | 2024年8月  | ラッキートリガー搭載                                                                              |
| PAわんわんパラダイス CELEBRATION                         | 2024年10月 | サンスリーブランド、遊タイム搭載                                                                  |
| P大海物語5スペシャル                                     | 2024年11月 | 遊タイム搭載                                                                                      |
| e大海物語5スペシャル                                     | 2024年11月 |                                                                                                   |
| e大工の源さん超韋駄天2 フルスイングLT                    | 2024年12月 | スマパチ、ラッキートリガー搭載                                                                    |
| P清流物語4 ヌシを求めて4000匹                            | 2025年1月  | サンスリーブランド、ラッキートリガー搭載                                                          |
| PA大海物語5 ブラック LT99ver.                            | 2025年3月  | ラッキートリガー搭載                                                                              |
| P海物語 極JAPAN                                          | 2025年5月  |                                                                                                   |
| PA海物語3R3                                              | 2025年6月  |                                                                                                   |
| e冒険島                                                  | 2025年7月  | スマパチ、ラッキートリガー搭載                                                                    |

出典：パチンコ機種情報（パチンコビレッジ）／機種インデックス（P-WORLD）

## パチスロ・パロット 機種一覧

### 5号機
| 機種名                                      | 発売年月   | 備考                                   |
| ------------------------------------------- | ---------- | -------------------------------------- |
| アドリブ王子                                | 2007年2月  | 初の自社製造機                         |
| いくぜ!大工の源さん                         | 2007年4月  |                                        |
| コードネームアスカ                          | 2008年2月  |                                        |
| パロット コードネームアスカ                 | 2008年2月  | パロット                               |
| ドキューン                                  | 2008年5月  |                                        |
| 逆境ナイン                                  | 2008年10月 |                                        |
| アタックNo.1                                | 2009年5月  |                                        |
| パチスロ天外魔境卍MARU                      | 2009年8月  |                                        |
| パチスロスーパー海物語                      | 2010年2月  |                                        |
| パチスロピンポン                            | 2010年10月 |                                        |
| パチスロスーパー海物語 IN 沖縄              | 2011年2月  |                                        |
| パチスロ笑ゥせぇるすまん                    | 2011年6月  |                                        |
| パチスロ海物語 ミラクルマリン               | 2012年8月  |                                        |
| パチスロ聖闘士星矢                          | 2012年9月  |                                        |
| パチスロ大工の源さん〜いくぜっ!炎の源祭編〜 | 2013年1月  |                                        |
| パチスロ戦国嵐〜覚醒の章〜                  | 2013年4月  |                                        |
| パチスロアタックNo.1〜開幕!世界選手権〜     | 2013年6月  |                                        |
| パチスロ笑ゥせぇるすまん2                   | 2013年9月  |                                        |
| パチスロ聖闘士星矢〜黄金激闘編〜            | 2014年3月  |                                        |
| パチスロサイボーグ009                       | 2014年7月  |                                        |
| パチスロ大海物語 with T-ARA                 | 2014年10月 |                                        |
| パチスロサイバーブルー                      | 2015年3月  | 新AT継続方式「俺のブルー」システム搭載 |
| パチスロ大工の源さん〜桜満開!源DREAM ver.〜 | 2015年6月  |                                        |
| パチスロ魔法少女リリカルなのは              | 2015年7月  |                                        |
| パチスロ聖闘士星矢〜女神聖戦〜              | 2015年9月  |                                        |
| パチスロクジラッキー                        | 2015年10月 |                                        |
| パチスロヤッターマン                        | 2015年11月 |                                        |

### 5.5号機・5.9号機
| 機種名                                     | 発売年月   | 備考    |
| ------------------------------------------ | ---------- | ------- |
| パチスロスーパー海物語 IN 沖縄2            | 2016年9月  |         |
| パチスロビビッドレッド・オペレーション     | 2017年3月  |         |
| パチスロ聖闘士星矢 海皇覚醒                | 2017年7月  |         |
| パチスロ笑ゥせぇるすまん3 〜笑撃のドーン〜 | 2017年9月  |         |
| パチスロ大海物語4                          | 2018年5月  | 5.9号機 |
| パチスロ大海物語4 with すーぱーそに子      | 2018年10月 | 5.9号機 |

### 6号機以降
| 機種名                              | 発売年月   | 備考                                  |
| ----------------------------------- | ---------- | ------------------------------------- |
| パチスロ聖闘士星矢 海皇覚醒Special  | 2019年1月  |                                       |
| S咲 -Saki-                          | 2020年4月  |                                       |
| S笑ゥせぇるすまん 絶笑              | 2020年10月 |                                       |
| S Lucky海物語                       | 2021年1月  |                                       |
| S聖闘士星矢 冥王復活                | 2022年1月  | 6.2号機、「設定-」搭載                |
| Sスーパー海物語 IN JAPAN祭          | 2022年5月  | 6.2号機、「設定L」搭載、サンスリー製  |
| S笑ゥせぇるすまん4                  | 2022年10月 | 6.5号機、「設定L」搭載                |
| スマスロ大工の源さん 超夢源         | 2023年11月 | スマスロ、「設定L」搭載、サンスリー製 |
| Lストライクウィッチーズ2            | 2024年2月  | スマスロ、サンスリー製                |
| L聖闘士星矢 海皇覚醒 CUSTOM EDITION | 2024年6月  | スマスロ、サンスリー製                |
| L咲 -Saki- 頂上決戦                 | 2025年8月  | スマスロ                              |

出典：パチスロ機種情報（パチンコビレッジ）／機種インデックス（P-WORLD）

## イメージガール

### ミスワリンちゃん
ミスワリンちゃんは、沖縄のサンゴの保全活動をミッションとして活動している。
初代ミスワリンちゃん（2011年10月 - 2014年4月）
- 砂川英依

『CRAスーパー海物語 IN 沖縄3 遊パチ』と『CR海物語アクア』に登場している。
2代目ミスワリンちゃん（2014年4月 - 2016年6月）
- 石川梓

3代目ミスワリンちゃん（2016年6月 - 2020年12月）
- 木寺莉菜

『7つの海を楽しもう!世界さまぁ〜リゾート』（TBS、2013年4月6日 - 放送中）にレギュラー出演していた（2019年11月2日から2020年3月28日まで）。
4代目ミスワリンちゃん（2019年10月 - ）
- 澪花

### ミスウリンちゃん
- 桃瀬美咲

『CRAスーパー海物語 IN 沖縄3 遊パチ』と『CR海物語アクア』に登場している。2013年から2014年まで活動していた。

### ギンギラガールズ
- 佐野ひなこ
- 山根千佳
- 茜音
- 日野麻衣

『CRギンギラパラダイス クジラッキーと砂漠の国』に登場している。

## スポンサー番組

### 2025年4月現在
- NRNナイター（2023年度から・ニチレイから交代）
  - ニッポン放送ショウアップナイター（ニッポン放送、火曜）
  - ABCフレッシュアップベースボール（ABCラジオ、火曜）
  - 東海ラジオ ガッツナイター（東海ラジオ、火曜）
  - KBCホークスナイター（KBCラジオ、火曜）
  - STVファイターズLIVE（STVラジオ、火曜）
  - TBCパワフルベースボール（TBCラジオ、火曜）
  - Veryカープ!RCCカープナイター（RCCラジオ、火曜）
  - IBCラジオ ゴールデンナイター（IBCラジオ、金曜）
- キタニタツヤのオールナイトニッポン0(ZERO)（ニッポン放送）
- 辛坊治郎ズーム そこまで言うか!（同上、火曜）
- 南の島のミスワリン（琉球放送、月1回放送）※1社提供

### 過去
- しゃべくり007（日本テレビ系、2009年4月～2011年9月）
- Going!Sports&News（同上、～2011年9月）
- うみものがたり 〜あなたがいてくれたコト〜（CBC制作・TBSテレビ系複数局、2009年7月～同9月）
- アメトーーク!（テレビ朝日系、前半ナショナルセールス枠、2009年10月～2012年3月）
- NEWS23X（TBS系、中盤ナショナルセールス枠）※ 隔日
- リンカーン（同上、2009年4月～2011年9月）
- FNS27時間テレビ（例年7月FNSの日枠、フジテレビ系、2008年～2011年）
  - 2008年：120秒、2009年：90秒、2010年：150秒、2011年：30秒
- すぽると!（同上、前半ナショナルセールス枠）※ 隔日
- 土曜プレミアム（同上、2008年10月～2011年9月）
- D.Gray-man HALLOW（テレビ東京系複数局、2016年7月～同9月）
- 7つの海を楽しもう!世界さまぁ〜リゾート（TBS系、2013年4月～2023年3月）※ 90秒、メインスポンサー
- フワちゃんのオールナイトニッポン0(ZERO)（ニッポン放送）